# Finding Gabriel
Finding Gabriel è un album in studio di Brad Mehldau pubblicato il 17 maggio 2019.
È stato registrato per un periodo di 18 mesi tra il 2017 e il 2018 ed è stato pubblicato da Nonesuch Records nel 2019. Ha vinto il Grammy Award 2019 per il miglior album strumentale jazz.
Mehldau ha scritto che Finding Gabriel è arrivato dopo aver letto attentamente la Bibbia negli ultimi anni. [...] La Bibbia sembrava un corollario e forse una guida per i giorni nostri: un lungo incubo o un segnale che porta a una potenziale gnosi, a seconda di come la si legge."

## Musica e registrazione
L'album è stato registrato e mixato da John Davis ai Bunker Studios a Brooklyn, tra il marzo 2017 e l'ottobre 2018. Mehldau è stato anche il produttore dell'album.
St Mark Is Howling in the City of Night contiene "tamburi stridenti e modernismo classico". Durante The Prophet Is a Fool (il titolo è tratto da Osea 9.7), la frase di apertura è "Usciamo di qui e andiamo verso le colline", a cui un profeta risponde con "costruisci quel muro". Il brano è una condanna del presidente degli Stati Uniti Donald Trump. La title track è suonata interamente da Mehldau su vari strumenti.

## Tracce
1. The Garden – 7:18
2. Born to Trouble – 4:01
3. Striving After Wind – 4:38
4. O Ephraim – 5:21
5. St. Mark Is Howling in the City of Night – 6:20
6. The Prophet Is a Fool – 6:47
7. Make It All Go Away – 4:32
8. Deep Water – 5:13
9. Proverb of Ashes – 4:17
10. Finding Gabriel – 7:06